# Pondur

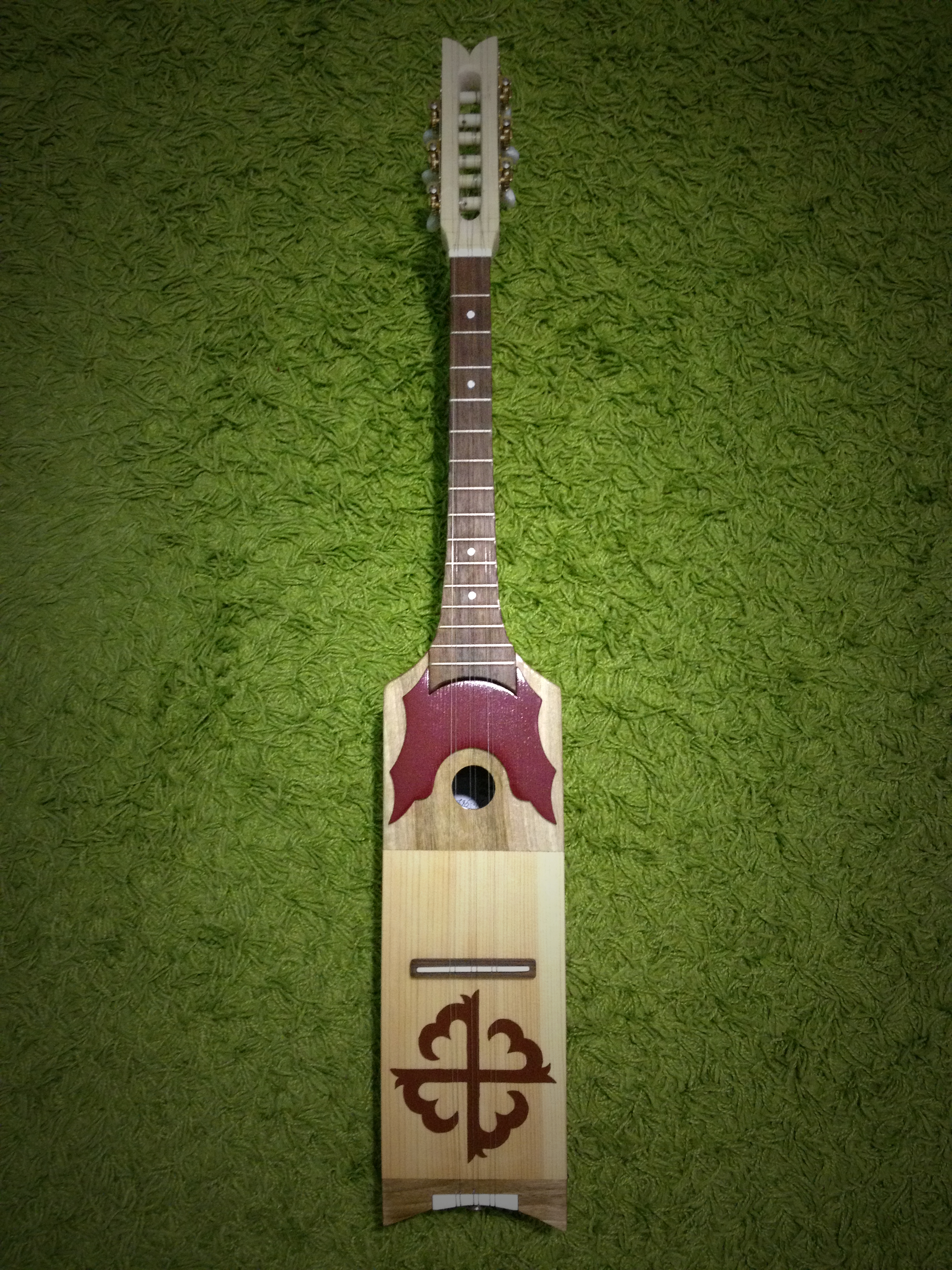
Detschig pondur

Pondur (по́ндур), auch pondar (по́ндар), pondr (по́ндр), phandar (пхıандар), ist die allgemeine Bezeichnung für Musikinstrumente in der russischen Republik Tschetschenien und steht im engeren Sinn für die dreisaitige Langhalslaute detschig pondur, die in der tschetschenischen und inguschetischen Volksmusik solistisch und zur Gesangsbegleitung gespielt wird und als Nationalinstrument der Tschetschenen gilt. Dasselbe Zupfinstrument heißt bei den Tscherkessen apa pschina. Es gehört zu einer Gruppe von Lauteninstrumenten mit einem schmalen Korpus, die unter ähnlichen Namen im Kaukasus verbreitet sind, darunter die tamur in Dagestan und die panduri in Georgien. Der tschetschenische Name detschig pondur (дечиг по́ндур, dechik pondur, „Holz-Pondur“) unterscheidet die Zupflaute von der Spießgeige adchonku pondur („gestrichene Pondur“) und ferner von der Harmonika kechat pondur (кехат по́ндур, „Papier-Pondur“, weil die Balgen aus einem pappeähnlichen, dünnen Material bestehen).

## Herkunft und Verbreitung
Die Kultur des Nordkaukasus ist durch eine Vielzahl meist kleiner Völker mit eigenen Nationalsprachen und unterschiedlichen musikalischen Formen (Tonskalen, Melodien und Rhythmen) gekennzeichnet. Dennoch weisen die Musik und besonders die Musikinstrumente der Region einige Gemeinsamkeiten auf, die auf eine gemeinsame Herkunft der Völker im Nordkaukasus schließen lassen.
Zwischen der Kaukasusregion und Mesopotamien gab es offensichtlich im Altertum gewisse Beziehungen, die sich in sprachlichen Übereinstimmungen niederschlugen. Der Typ der zweisaitigen Langhalslaute mit dem assyrischen Namen sinnitu ist auf babylonischen Tontafeln des 2. Jahrtausends v. Chr. und auf Tonfiguren der Hethiter um 1000 v. Chr. abgebildet. Eine Tontafel aus dem babylonischen Nippur, die um 1900 v. Chr. datiert wird, zeigt einen Schäfer, der seinem Hund auf der zweisaitigen Langhalslaute vorspielt. Francis Galpin (1937) führt die Namensvarianten von pandur, die über die antike griechische Laute pandura bis zur pandora reichen, auf das sumerische pan-tur („kleiner Bogen“) zurück. Lauteninstrumente brachten damals gegenüber den bereits zuvor bekannten, mehrsaitigen Bogenharfen den Vorteil, dass sie kleiner und leichter zu transportieren waren. Pandur setzt sich aus der Bezeichnung pan für die alte westasiatische Bogenharfe und tur, „klein“, zusammen. Tur kommt noch in derselben Bedeutung in der heutigen georgischen Sprache als tar, thir oder tul vor. Die georgische panduri ist mit der armenischen pandura form- und sprachverwandt.
Der Instrumentenname pandur ist außerdem mit dem arabischen Wort tunbūr verbunden, das erstmals im 7. Jahrhundert für ein Musikinstrument auftaucht. Im Persischen heißen Langhalslauten entsprechend tanbūr, hiervon abgeleitet sind unter anderem auf dem Balkan tambura, in Nordafghanistan dambura, in Südpakistan tanburo und in Indien tanpura.

## Bauform
Die detschig pondur besitzt einen langrechteckigen Korpus, der am unteren Ende gerade abschließt und am oberen Ende in stumpfen Winkeln auf den Hals zuführt. In der Draufsicht ist der Korpus flaschen- oder schaufelförmig. Der Korpusboden ist im mittleren Bereich tief ausgebaucht und flach am unteren Ende. Während die Seitenansicht ungefähr der dagestanischen tamur entspricht, sind beide Instrumente an ihrer Korpusoberseite zu unterscheiden, die bei der tamur in einem eleganten Bogen in den Hals übergeht. Außerdem fehlen bei der detschig pondur die Zinken, die viele tamur als Abschluss des Korpus besitzen. Der Korpus der detschig pondur wird traditionell aus einem Holzblock (Walnuss) herausgeschnitzt. Es gibt auch moderne Formvarianten, deren Korpus aus mehreren Teilen verleimt ist.  Die Decke besteht üblicherweise aus hellem Holz (Linde) und Intarsien von dunklem Walnuss. Ein kreisrundes Schallloch befindet sich im oberen Bereich der Decke mittig unter den Saiten. Früher bestanden die Saiten aus Darm oder Pferdehaar. Die heute üblichen drei Stahlsaiten, die bei modernen Instrumenten doppelchörig sein können, führen über einen lose auf der Decke aufgesetzten Steg bis zu einem leicht nach hinten geknickten Wirbelkasten am Ende des geraden Halses, wo sie an seitenständigen Wirbeln befestigt sind. Hierfür werden Wirbel mit Stimmmechanik wie bei der Gitarre verwendet. Die Saiten sind auf g–e–d gestimmt. Das Griffbrett hat metallene Bünde.
Sitzende Musiker legen die pondur fast waagrecht auf den rechten Oberschenkel; im Stehen spielende Musiker halten die Laute mit dem spitzen Korpusende in der rechten Armbeuge und mit der linken Hand, die von unten um den Hals greift, waagrecht vor dem Oberkörper. Die Saiten werden gleichzeitig mit den Fingernägeln der rechten Hand in schnellen Auf- und Abwärtsbewegungen angerissen (strumming).
Ähnlich verwendete, gezupfte Langhalslauten in der Region sind die trapezförmige panduri und die tschonguri in Georgien sowie die russische balalaika, die sich von der detschig pondur durch ihren dreieckigen Korpus unterscheidet. Die dreisaitige Spießgeige adchonku pondur (adxoky pondur) mit einem kreisrunden Korpus, durch den ein dünner Holzstab gesteckt ist, ist mit der georgischen tschuniri verwandt und wird wie die persische kamantsche vom sitzenden Musiker mit dem Stachel auf dem linken Knie in senkrechter Position gespielt. Er hält den Hals der Spießgeige mit der linken Hand und führt den Streichbogen mit der rechten.

## Spielweise und Bedeutung

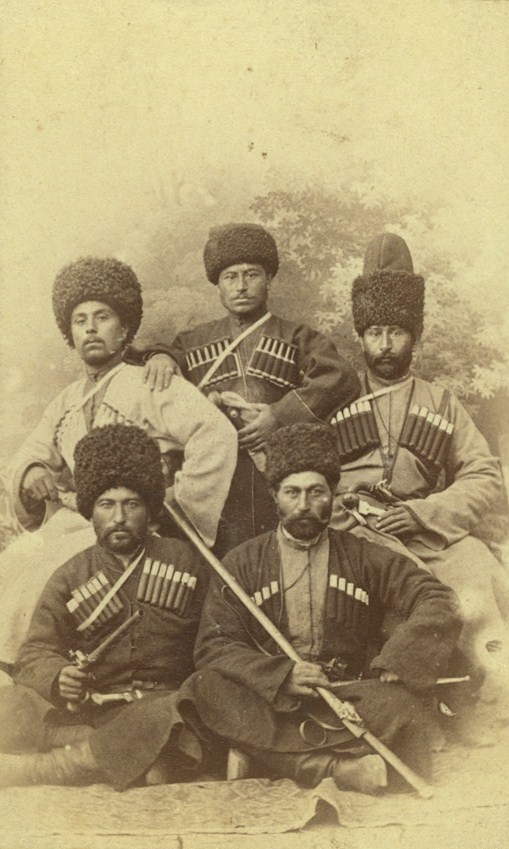
Fünf traditionell gekleidete und bewaffnete Tschetschenen. Gruppenbild bei einer Hochzeit von George Kennan, um 1870–1886

In der tschetschenischen Musik wird die Vokalmusik von der instrumentalen Musik unterschieden, die Tänze und allgemein Festveranstaltungen begleitet und von einer Instrumentalmusik, die nur zum Zuhören aufgeführt wird. Zu letzterer gehört ein großes Repertoire für die detschig pondur oder – seit dessen Popularisierung in den 1880er Jahren – für Akkordeon (kechat pondur), wobei in den Stücken häufig improvisiert wird. Innerhalb dieser Dreigliederung der Musikbereiche wird die Vokalmusik weiter unterteilt in die von Männern rezitativ vorgetragenen epischen Lieder (illi), in denen es meist um Heldengeschichten vor historischem Hintergrund geht, und in lyrische Liebeslieder von Frauen (escharsch), ferner Tischlieder (dottagallijn jisch) und Lieder für bestimmte andere Gelegenheiten. Für den männlichen Gesangsvortrag ist die Begleitung mit einer detschig pondur charakteristisch. Sie ist entsprechend der dagestanischen tamur das bedeutendste tschetschenische Musikinstrument. Alternativ kommt ein männlicher Chorgesang vor, bei dem die Melodielinie von einem tiefen Bordun begleitet wird, der aus zwei abwechselnden Tönen im Sekundenabstand besteht. Die Spießgeige adchonku pondur und die Harmonika kechat pondur dienen ebenfalls der Liedbegleitung.
Die professionellen Barden (ch’oendargoi oder chunguroi), die Volkslieder einschließlich der illi vortragen, gehören zu einer zentralasiatischen Kulturtradition wie die aserbaidschanischen aşıq und die türkischen aşık. Früher gab es sie in jeder Gemeinde und sie waren hoch angesehen. Die illi singenden Barden (illancha) zogen mit der Armee in den Krieg, um durch anfeuernde Lieder die Moral der Truppe zu heben und um die siegreichen Kämpfe in Versen zu verewigen. Für diese Aufgabe blieben die Barden auch in größter Bedrängnis vom direkten Kampfeinsatz verschont. Laut einer Legende soll Timur nach seinem Sieg über die Tschetschenen Ende des 14. Jahrhunderts gefragt haben, ob seine Leute auch das Nationalinstrument pondar an sich genommen hätten. Als die Antwort negativ ausfiel, sagte Timur: „dann habt ihr sie nicht wirklich erobert“ und befahl, den tschetschenischen Barden herbeizubringen. Ihm gab Timur seinen Säbel als eine Versöhnungsgeste, verbunden mit dem Wunsch, die tapferen Tschetschenen mögen seine Verbündeten werden.
Bei der früher verbreiteten Blutrache mussten sich Familien zeitweilig zu ihrer Sicherheit in Wehrtürme zurückziehen. Der Eingang eines Wehrturms lag drei Meter über dem Boden und war nur über eine bewegliche Leiter zu erreichen. Der Aufenthaltsraum des Hausherrn im obersten Stockwerk war an den Wänden mit Nationalsymbolen aus der bildenden Kunst, der Musik und der Kriegsführung ausgestaltet, also mit einem Bildteppich (istang), einer pondar und einem Säbel (schaschka).
Der rezitative Gesang der muslimischen Tschetschenen und der mit ihnen verwandten Inguschen hat trotz eigener melodischer Phrasen eine gewisse Ähnlichkeit mit dem polyphonen Gesang der benachbarten christlichen Georgier. Ansonsten gewinnt die traditionelle Musik in der Nordkaukasusregion infolge gewaltsam ausgetragener politischer Konflikte entlang ethnischer Trennlinien einen zunehmend nationalen Charakter.